# 범죄물

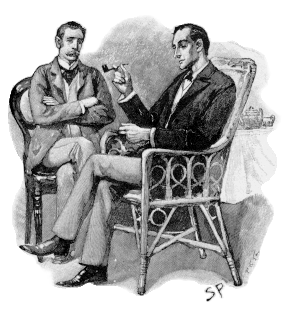

범죄물(犯罪物)은 대개 범죄를 소재로 한 장르이다. 하위 장르로는 추리물이 있으며, 경찰이나 탐정이 범인을 잡는 장르는 수사물(搜査物)이라고 한다.
범죄 소설, 탐정 이야기, 살인 미스터리, 추리 소설, 경찰 소설 등이 이에 속하며 이는 범죄 행위, 특히 아마추어나 전문 탐정이 수사하는 범죄(주로 살인 사건)에 대한 이야기를 설명하는 데 사용되는 용어이다. 일반적으로 주류 소설이나 역사소설, SF 등 다른 장르와 구별되지만 그 경계는 불분명하다. 범죄 소설에는 추리 소설과 같은 추리 소설, 법정 드라마, 하드보일드 소설, 법정 스릴러 등 여러 하위 장르가 있다. 대부분의 범죄 드라마는 범죄 수사에 초점을 맞추고 법정을 다루지 않는다. 서스펜스와 미스터리는 장르 전반에 걸쳐 존재하는 핵심 요소이다.

## 역사
천일야화(아라비안 나이트)에는 범죄 소설의 가장 초기에 알려진 사례가 포함되어 있다. 이 장르의 이야기 중 하나는 천일야화에서 셰에라자드가 서술한 이야기 중 하나인 중세 아랍 이야기 "세 개의 사과"이다. 이 이야기에서 어부는 티그리스 강을 따라 잠긴 무거운 상자를 발견하고 이를 아바스 왕조의 칼리프인 하룬 알 라시드에게 팔았다. 하룬 알 라시드는 상자를 부러뜨려 열었고 그 안에서 젊은 여성의 시체를 발견했다. 조각조각 잘려진 사람. 하룬은 자신의 고관인 자파르 이븐 야히아(Ja'far ibn Yahya)에게 범죄를 해결하고 3일 이내에 살인자를 찾아내지 않으면 임무에 실패하면 처형하라고 명령한다. 이 이야기는 여러 가지 줄거리가 뒤틀린 "추리 살인 미스터리"로 묘사되었다. 이야기에는 탐정 소설 요소가 포함되어 있다.

## 심리학
범죄소설은 독자들에게 독특한 심리적 영향을 미치며, 범죄의 목격자를 동일시함으로써 중재된 증인이 될 수 있게 해준다. 독자들은 범죄 소설을 자신의 삶의 다른 측면에 대처하기 위한 도피의 한 방식으로 말한다. 범죄소설은 편안한 거리에서 강력한 서사를 통해 독자의 사생활에 주의를 분산시킨다. 법의학 범죄소설은 '주의분산요법'으로 불리며, 범죄 소설이 정신 건강을 개선하고 우울증 예방 치료의 한 형태로 간주될 수 있다고 제안했다.

## 같이 보기
- 추리물
- 미스터리
- 미스터리 영화
- 잘로
- 서부극